# Aenigma (film)
Aenigma este un film de groază italian din 1987, regizat de Lucio Fulci.

## Distribuție
- Jared Martin - dr. Robert Anderson
- Lara Lamberti - Eva Gordon (ca Lara Naszinski)
- Ulli Reinthler - Jenny Clark
- Sophie d'Aulan - Kim
- Jennifer Naud - Grace O'Neil
- Riccardo Acerbi - Fred Vernon